# Козаку-Маркуллис, Эрато
Эрато́ Коза́ку-Маркулли́ (греч. Ερατώ Κοζάκου-Μαρκουλλή, латинизированный вариант имени Erato Kozakou-Marcoullis; род. 3 августа 1949, Лимасол) — кипрский дипломат и государственный деятель. Занимала должность министра иностранных дел Кипра с июля 2007 по март 2008 года и с 5 августа 2011 по 27 февраля 2013 года. Первая женщина, занимавшая этот пост.

## Биография
По её собственному признанию: «Моя мать родилась в Грузии, в городе Сухуми в 1916 году от родителей понтийского происхождения из Трапезунда. Её имя в девичестве было Варвара Апостоловна Текмичова и выросла она в Сухуми. Училась в Тбилиси и Одессе на инженера-строителя, а в 1935 году вместе с семьей эмигрировала в Грецию, где и познакомилась с моим отцом киприотом. Моя мать говорила по-русски как на родном языке и мою старшую сестру и меня вырастила на русских песнях и сказках»
Родилась в Лимасоле в 1949 году. Изучала юриспруденцию, в том числе публичное право и политические науки в Афинском университете, который окончила в 1972 и 1974, соответственно. Она получила степень доктора философии по социологии и политологии в Хельсинкском университете в 1979 году.
С 1980 по 2007 год работала дипломатом в Министерстве иностранных дел Республики Кипр. В частности, в 1996—1998 годы она служила в качестве посла в Швеции с параллельной аккредитацией в Финляндии, Норвегии, Дании, Исландии, Литве, Латвии и Эстонии; в 1998—2003 годы она была послом Республики Кипр в США с параллельной аккредитацией в Мировом Банке, Международном Валютном Фонде, Канаде, Бразилии, Гайане и Ямайке, в Международной Организации Гражданской Авиации и в Организации Американских Государств; в 2005—2007 годы была послом в Ливане и Иордании.
16 июля 2007 года президентом Тассосом Пападопулосом она была назначена министром иностранных дел и занимала эту должность до 28 февраля 2008 года. По её собственному признанию: «Как человек общительный, я желаю иметь как можно больше контактов с иностранными средствами массовой информации <…> Именно такой оттенок — дипломатии общения — я хотела бы внедрить для того, чтобы сделать понятными цели Кипра международному сообществу». В ранге министра иностранных дел она развивала отношения Кипра с большим количеством стран, впервые были осуществлены визиты в такие страны, как Саудовская Аравия, Кувейт и Кыргызстан, а в декабре 2007 года вместе с президентом Пападопулосом она участвовала в подписании Лиссабонского договора.
С апреля 2008 года до своего назначения на пост министра коммуникаций и публичных работ, она работала в качестве руководителя Рабочей группы по вопросам имущества, которая участвовала в переговорах между двумя общинами Кипра по решению вопроса имущества греков, изгнанных и бежавших с оккупированного севера острова и турок-киприотов, переселившихся на север и оставивших имущество на юге острова.
2 марта 2010 года она стала министром коммуникаций и публичных работ и занимала эту должность до августа 2011 года, когда она была второй раз назначена министром иностранных дел. Её сменил Иоаннис Касулидис 28 февраля 2013 года.
Она состоит в браке с Джорджем Маркуллисом. Мать двоих сыновей.